# 呂号第百十五潜水艦
|          |                                                             |
| 艦歴     |                                                             |
| 計画     | 昭和17年度計画（マル急計画）                                |
| 起工     | 1942年10月12日                                              |
| 進水     | 1943年6月19日                                               |
| 就役     | 1943年11月30日                                              |
| その後   | 1945年2月1日爆雷により沈没                                  |
| 亡失認定 | 1945年2月21日                                               |
| 除籍     | 1945年5月10日                                               |
| 性能諸元 |                                                             |
| 排水量   | 基準：525トン 常備：601トン 水中：782トン                   |
| 全長     | 60.90m                                                      |
| 全幅     | 6.00m                                                       |
| 吃水     | 3.51m                                                       |
| 機関     | 艦本式24号6型ディーゼル2基2軸 水上：1,000馬力 水中：760馬力 |
| 電池     | 1号15型120個                                                |
| 速力     | 水上：14.2kt 水中：8.0kt                                    |
| 航続距離 | 水上：12ktで3,500海里 水中：3ktで60海里                     |
| 燃料     | 重油：50トン                                                |
| 乗員     | 38名                                                        |
| 兵装     | 25mm機銃連装1基2挺 魚雷発射管 艦首4門 53cm魚雷8本           |
| 備考     | 安全潜航深度：75m                                           |

呂号第百十五潜水艦（ろごうだいひゃくじゅうごせんすいかん）は、日本海軍の潜水艦。呂百型潜水艦（小型）の16番艦。

## 艦歴
1942年（昭和17年）の昭和17年度計画（マル急計画）により、1942年10月12日、川崎重工業泉州造船所で起工。1943年（昭和18年）6月19日進水。1943年11月30日に竣工し、二等潜水艦に類別。同日、横須賀鎮守府籍となり、訓練部隊である第六艦隊第11潜水戦隊に編入された。
1944年（昭和19年）3月10日、第7潜水戦隊第51潜水隊に編入。
11日、呂115は呉を出港し、22日にトラックに到着。28日、トラックを出港し、ヤルート西方沖に進出して哨戒。4月18日、トラックに到着。
同日、呂115は米機動部隊の警戒のためトラックを出港。19日にトラックに到着。
30日、呂115はトラックを出港し、米機動部隊の迎撃に向かう。5月3日、トラックに到着。
19日、呂115はトラックを出港。27日にウェワクに到着し、機密文書や暗号解読書を搭載した後出港。6月3日にパラオに到着して積荷を降ろした。
7日、呂115はパラオを出港し、ニューアイルランド北方沖の散開線に配備された。14日、グアム南方沖に移動。16日、ロタ島北西沖に移動。19日午前、ロタ島北西550浬地点付近で米空母2隻を発見し、追尾する。1807、サラトガ級空母へ向けて魚雷4本を発射するも、命中しなかった。攻撃後、爆雷攻撃を受けたものの離脱に成功。6月27日、トラックに到着。7月7日、トラックを出港し、17日に横須賀に到着。
8月10日、呂115は横須賀を出港し、ペナンに移動。8月15日、第51潜水隊の解隊に伴い、第8潜水戦隊付属となる。
10月25日、呂115はペナンを出港し、ベンガル湾に進出して哨戒。11月8日、ペナンに到着。
12月7日1700、呂115はペナンを出港し、マドラス沖を哨戒。28日、ペナンに到着。1945年（昭和20年）1月19日、ペナンを出港し、21日にシンガポールに到着。
22日、呂115はルソン島西方沖に向かうべくシンガポールを出港していくのを最後に消息不明。
アメリカ側記録によると、1月31日、ミンドロ島北西沖で米駆逐艦ジェンキンス(USS Jenkins, DD-447)、オバノン(USS O'Bannon, DD-450)、ベル(USS Bell, DD-587)、米護衛駆逐艦ウルヴァート・M・ムーア(USS Ulvert M. Moore, DE-442)の4隻がミンドロ島とルソン島の間を通過する日本の輸送船がいないか哨戒していた。1955、ルソン島の戦いを支援していた米軽巡洋艦ボイシ(USS Boise, CL-47)がレーダーで船を探知。その後ベルも8500mの距離で船をレーダー探知。確認のためベルとオバノンが現場に向かった。その後、レーダーから反応が消えたため潜水艦と判断した2隻はソナーで潜水艦を探知し、爆雷を投下したが効果はなかった。その後、ウルヴァート・M・ムーアが支援のために合流。ベルは再度潜水艦をソナー探知。爆雷投下により、重油が浮かび上がってくるのを確認した。2122、ジェンキンスが合流し、爆雷攻撃を行った。1時間後、ウルヴァート・M・ムーアがヘッジホッグ24発を投下。その後もヘッジホッグ攻撃を行った。2月1日0015、ウルヴァート・M・ムーアが最後のヘッジホッグ攻撃を行い、その結果潜水艦を撃沈した。これが呂115の最期の瞬間であり、艦長の竹間忠三大尉以下乗員59名全員戦死。沈没地点はマニラ南西125浬地点付近、北緯13度20分 東経119度20分 / 北緯13.333度 東経119.333度。
2月20日、第8潜水戦隊の解隊に伴い、既に沈没していた呂115は書類上第34潜水隊に編入。
2月21日、フィリピン西方で亡失と認定され、5月10日に除籍された。

## 歴代艦長

### 艤装員長
- 不詳

### 艦長
- 是枝貞義 大尉：1943年11月30日 - 1944年8月5日[6]
- 竹間忠三 大尉：1944年8月5日 - 1945年2月1日戦死[1][6]